# Louis-Casimir Teyssier
Pour les articles homonymes, voir Teyssier.
Louis-Casimir Teyssier né le 25 août 1821 à Albi où il est mort en novembre 1916 est un officier supérieur et conteur français.

## Biographie
Fils de Jean-Marie Teyssier, lieutenant d'infanterie, chevalier de la légion d'honneur, décoré de la médaille de Sainte-Hélène, et de Cécile Mulequiès, Louis-Casimir Teyssier rejoint le 21e régiment d'infanterie de ligne à Cherbourg et devient caporal. Dans ce même 21e RI de ligne, il obtient tous ses galons, de caporal à capitaine.

### Guerre de Crimée
Teyssier participe à la guerre de Crimée comme lieutenant, puis comme capitaine. Le 8 septembre 1855, il est blessé à l'assaut de Sébastopol d'un éclat de pierre à la tête, d'un coup de feu à la main droite et d'un boulet de canon à la cuisse droite. Il est fait prisonnier de guerre et rentre de Crimée le 15 décembre 1855.

### Campagne d'Italie (1859)
Placé au 98e RI de ligne, il fait la campagne d'Italie à la bataille de Montebello en 1859. Il est touché par une balle qui lui traverse la poitrine.

### Commandant de la citadelle de Bitche en 1870-1871
Il passe ensuite au 78e de ligne comme chef de bataillon, puis à l'état-major des Places pour blessures le 9 juillet 1870, comme commandant de la citadelle de Bitche. C'est là qu'il montre sa grande ténacité, soutenant le siège de la citadelle de Bitche durant sept mois avec moins de 3 000 hommes contre 20 000 Bavarois bien équipés, stationnés tout autour de la ville. Selon ses propres mots, il est résolu à tenir la place « jusqu'au bout ! » Il ne rend les armes que sur ordre du Gouvernement français en mars 1871.

### Fin de carrière et retraite albigeoise
Commandant de 1re classe de la place de Marseille le 19 mai 1871, Teyssier espère terminer sa carrière dans cette ville et se prépare à une installation définitive. Sans être consulté, il est nommé le 27 mai 1872 commandant de 1re classe au fort de Vincennes.
Fatigué par un service très chargé et aspirant au repos, le colonel Teyssier demande et obtient par décret du 14 octobre 1880 sa mise à la retraite pour ancienneté de service.
Il finit sa vie à Albi, sa ville natale, où est érigé en son honneur un monument sculpté par Gabriel Pech. Membre du Félibrige, il devient président de la Société des sciences, arts et belles-lettres du Tarn et publie en 1913 un recueil de contes en langue albigeoise. Augmenté d'autres contes de sa plume, pour la plupart issus du fonds narratif traditionnel européen et parus également dans la Revue du Tarn, ce recueil est repris dans l'ouvrage en graphie classique de l'occitan paru sous le titre Contes e racontes del coronèl (Contes et récits du colonel). Il repose au cimetière des Planques d'Albi.
Le Centre culturel occitan de l'Albigeois a réalisé une exposition sur la vie et l’œuvre de Teyssier en 2019.

## Distinctions
- Grand officier de la Légion d'honneur[4].
- Titulaire de la médaille de la Reine du Royaume-Uni pour la Crimée.
- Médaille d'Italie.
- Chevalier de l'ordre des Saint Maurice et Saint Lazare de Sardaigne.
- George V, ancien roi de Hanovre, lui a conféré le 22 novembre 1873 la dignité de commandeur de 2e classe de l'ordre d'Ernest-Auguste (en).

## Hommages

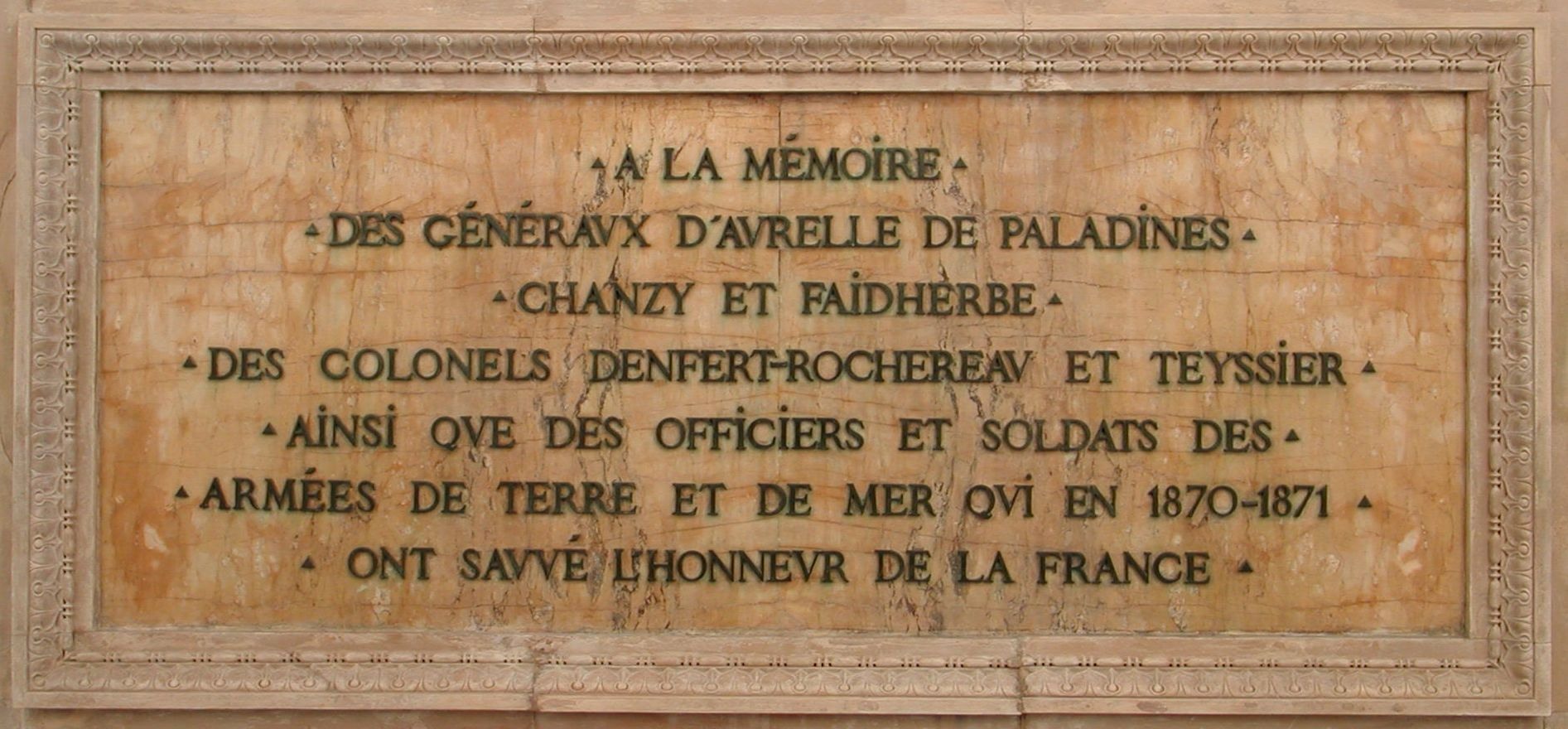
Inscription au Panthéon, Paris.

- Bitche : le lycée Teyssier y a été fondé en son honneur.
- Albi : la rue de Bitche, le boulevard Montebello et une avenue portent son nom.
- Paris : au Panthéon, sous l'urne où repose le cœur de Léon Gambetta, une inscription rend hommage aux généraux de la Guerre de 1870 : « À la mémoire des généraux d'Aurelle de Paladines, Chanzy et Faidherbe, des colonels Denfert-Rochereau et Teyssier ainsi que des officiers et soldats des armées de terre et de mer qui en 1870-1871 ont sauvé l'honneur de la France. »

### Filmographie
- La Forteresse assiégée, de Gérard Mordillat, 2006.